# Hugonia rufipilis
Hugonia rufipilis är en linväxtart som beskrevs av Auguste Jean Baptiste Chevalier, John Hutchinson och Dalz.. Hugonia rufipilis ingår i släktet Hugonia och familjen linväxter. Inga underarter finns listade i Catalogue of Life.